# Lübchower Mühle
Lübchower Mühle war ein Wohnplatz in der preußischen Provinz Pommern. 
Der Wohnplatz wurde im Jahre 1854 als neue Wassermühle des Rittergutes Lübchow angelegt. Die bisherige Wassermühle hatte sich an einer anderen Stelle befunden, nämlich südwestlich von Lübchow an der Grenze zur Gemarkung des Nachbarortes Kowanz. Der neue Wohnplatz lag etwa 1 ½ Kilometer nördlich von Lübchow im Tal der Persante. Zum Antrieb der Wassermühle wurde nicht die Persante verwendet, sondern Wasser aus dem höher gelegenen Waldgebiet, das in einem Mühlteich gesammelt wurde. Im Jahre 1905 wurden in Lübchower Mühle 3 Einwohner gezählt. Auf dem Platz vor der Mühle fanden viele Lübchower Dorffeste statt. 
Bis 1945 bildete Lübchower Mühle einen Wohnplatz in der Gemeinde Lübchow und gehörte mit dieser zum Landkreis Kolberg-Körlin in der preußischen Provinz Pommern.
Nach 1945 kam Lübchower Mühle, wie ganz Hinterpommern, an Polen. Die Mühle wurde noch einige Zeit von zurückgebliebenen Deutschen betrieben. Später verfielen die Gebäude. Heute liegt die Wüstung im Gebiet der polnischen Gmina Karlino (Gemeinde Körlin).